# Communauté de communes des Terres d'Apcher
La communauté de communes des Terres d'Apcher est une ancienne communauté de communes française, située dans le département de la Lozère et la région Occitanie.

## Historique
Elle est créée le 1er janvier 2007.
Le schéma départemental de coopération intercommunale, arrêté par le préfet de la Lozère le 29 mars 2016, prévoit la fusion de la communauté de communes des Terres d'Apcher avec la communauté de communes Apcher-Margeride-Aubrac (moins les communes d'Albaret-Sainte-Marie et des Monts-Verts) à partir du 1er janvier 2017.
Le 31 décembre 2016, Les Monts-Verts rejoint la communauté de communes des Hautes Terres.
La communauté de communes fusionne, le 1er janvier 2017, avec la communauté de communes Apcher-Margeride-Aubrac pour constituer la communauté de communes des Terres d'Apcher-Margeride-Aubrac.

## Territoire communautaire

### Composition
Elle était composée des dix-huit communes suivantes :
| Nom                               | Code Insee | Gentilé         | Superficie (km2) | Population (dernière pop. légale) | Densité (hab./km2) |
| --------------------------------- | ---------- | --------------- | ---------------- | --------------------------------- | ------------------ |
| Saint-Alban-sur-Limagnole (siège) | 48132      | Saint-Albanais  | 51,23            | 1 344 (2014)                      | 26                 |
| Albaret-Sainte-Marie              | 48002      | Albaretais      | 15,98            | 568 (2014)                        | 36                 |
| Les Bessons                       | 48025      | Bessonais       | 23,49            | 443 (2014)                        | 19                 |
| Chaulhac                          | 48046      | Chaulhaciens    | 9,47             | 78 (2014)                         | 8,2                |
| La Fage-Saint-Julien              | 48059      | Fagiens         | 18,06            | 292 (2014)                        | 16                 |
| Fontans                           | 48063      | Fontanains      | 33,90            | 213 (2014)                        | 6,3                |
| Julianges                         | 48077      | Juliangiens     | 9,42             | 59 (2014)                         | 6,3                |
| Lajo                              | 48079      | Lajoliens       | 18,58            | 104 (2014)                        | 5,6                |
| Le Malzieu-Forain                 | 48089      | Malziolains     | 48,65            | 459 (2014)                        | 9,4                |
| Le Malzieu-Ville                  | 48090      | Malzéviens      | 7,80             | 748 (2014)                        | 96                 |
| Les Monts-Verts                   | 48012      | Vermondois      | 29,13            | 339 (2014)                        | 12                 |
| Paulhac-en-Margeride              | 48110      | Paulhacois      | 15,79            | 99 (2014)                         | 6,3                |
| Prunières                         | 48121      | Pruniérois      | 13,09            | 261 (2014)                        | 20                 |
| Sainte-Eulalie                    | 48149      | Sainte-Eulalais | 21,31            | 41 (2014)                         | 1,9                |
| Saint-Léger-du-Malzieu            | 48169      | Saint-Légérois  | 18,92            | 208 (2014)                        | 11                 |
| Saint-Pierre-le-Vieux             | 48177      | Saint-Pierrots  | 15,55            | 312 (2014)                        | 20                 |
| Saint-Privat-du-Fau               | 48179      | Privatains      | 22,16            | 142 (2014)                        | 6,4                |
| Serverette                        | 48188      | Serverettois    | 17,35            | 262 (2014)                        | 15                 |

### Démographie
| 2011  | 2012  | 2013  | 2015 |
| ----- | ----- | ----- | ---- |
| 6 225 | 6 120 | 6 019 | -    |